# Modelo de clases sociales de Gilbert
El modelo de Gilbert fue desarrollado por Dennis Gilbert como una manera más eficaz de clasificación de las personas en una determinada sociedad en clases sociales.

## Influencias
Karl Marx creía que la clase social está determinada por la propiedad (o no propiedad) de los "medios de producción económica": la propiedad de materias primas, tierras agrícolas, minas de carbón, fábricas, etc. Su teoría contiene la idea de la lucha entre dos clases sociales: la burguesía (los propietarios del capital) y el proletariado (los trabajadores no propietarios).
Como Marx, Max Weber estuvo de acuerdo en que la clase social se determina principalmente sobre la base de la distribución desigual del poder económico y, por lo tanto, de la distribución desigual de oportunidades. También vio que el honor, el estatus y el prestigio social eran factores clave para determinar a qué clase social pertenecen las personas. Los "estilos de vida", como dónde vive una persona y las escuelas a las que asiste, son muy importantes para determinar la clase social. Las "oportunidades de vida" también determinan la clase social. Si una persona se convierte en un miembro respetable de la sociedad, elevará su clase social. Las afiliaciones a los partidos también pueden influir en la clase social.

## Base
Aunque las investigaciones de Marx y Weber fueron tomadas en consideración al tratar de crear un medio efectivo de estratificación social, no fueron ponderadas de la misma manera. Aunque el modelo de Gilbert se basa en la suposición de que la estructura de clases se desarrolla a partir del sistema económico como la teoría marxista, todavía tiene mucho más en común con la teoría más moderna de Weber que se refería al socialismo. El aspecto que el marxismo toma en consideración al referirse a la economía es "lo que una persona específica posee determina su clase", que un punto de vista capitalista. Si un hombre es dueño de una fábrica, estará en una clase social más alta que alguien que trabaja en la fábrica. 
En la teoría marxista, la clase media no se enfatiza ni se describe, pero está claramente presente en el modelo de Gilbert. El modelo de Gilbert se enfoca más en los ingresos cuando se refiere a cómo el sistema económico ubica a las personas en las clases. El ingreso de una persona está directamente relacionado con la preparación educativa de una persona porque una mejor educación proporciona una mejor ocupación que a su vez eleva su nivel de clase. El modelo de Weber cuyas ideas sugieren que no es solo el aspecto económico el que determina la clase de una persona en un sistema de estratificación, sino que también se basa en aspectos sociales y políticos que ayudan a ubicar a las personas en la clase que representa adecuadamente su vida. Los tres factores principales que Gilbert usó para proponer su modelo fueron los ingresos, la educación y la ocupación.

## Seis clases sociales
Las seis clases sociales que proporcionan la base para el modelo de Gilbert se determinan con base en la suposición de cómo la estructura de clases se desarrolla fuera del sistema económico.

### Clase capitalista
Define la clase capitalista o clase dominante como aquella que tiene unos ingresos individuales anuales de al menos 750.000 dólares, principalmente provenientes de activos mobiliarios o inmobiliarios. Aunque la clase capitalista es una clase muy pequeña de capitalistas súper ricos en la parte superior de la jerarquía, su impacto en la economía y la sociedad va más allá de sus números. Estas personas contribuyen con su dinero a los partidos políticos y a menudo son dueños de periódicos o estaciones de televisión. Tienen inversiones que afectan a millones de personas en fuerza de trabajo. Tienden a asociarse solo con otras personas de su propia clase, rara vez interactúan con personas de una clase inferior. Incluso sus hijos suelen estar segregados asistiendo solo a las escuelas y universidades preparatorias más elitistas. Desde el análisis de Thomas Pikettiy en su libro El capital en el siglo XXI, se ha popularizado considerar que esta clase está constituida con el segmento del 1% con más ingresos de una sociedad avanzada.

### Clase media alta
Define la clase media alta o clase acomodada como aquella que tiene unos ingresos individuales anuales de al menos 70.000 dólares, principalmente provenientes de su trabajo muy cualificado, basado en su alta educación especializada. La clase media alta es el grupo más formado por la educación formal en la sociedad. Por lo general, se requiere un título universitario y cada vez se requieren más estudios de posgrado. La mayoría de las personas en esta clase son técnicos, profesionales, gerentes, funcionarios y propietarios. Los niños en la escuela secundaria se esfuerzan por prepararse para los trabajos de la clase media alta porque este tipo de trabajos son símbolos de éxito. Las personas de clase media alta pueden comprar símbolos de estatus, como automóviles y hogares de buena calidad. Están convencidos de que merecen lo que han logrado y, en general, están satisfechos de haber logrado una parte adecuada del sueño capitalista. Desde el análisis de Thomas Piketty en su libro El capital en el siglo XXI, se considera que esta clase está constituida con el segmento del 9% con más ingresos de una sociedad avanzada, que sigue al segmento del 1% con más ingresos.

### Clase media baja
Define la clase media baja como aquella que tiene unos ingresos individuales anuales de alrededor de  40.000 dólares. Para obtener un trabajo de clase media se necesita al menos un diploma de escuela secundaria. Sin embargo, muchos en la clase media han recibido algún tipo de capacitación adicional además de la universidad. Los más educados se convertirán en semiprofesionales o tendrán puestos gerenciales de bajo nivel. Los vendedores cualificados y artesanos también se incluyen en esta clase social. La mayoría de los europeos y estadounidenses se consideran de clase media, incluso si realmente no lo son. Se estima que realmente alrededor de un tercio de la población es de clase media. Para Piketty también caracteriza a esta clase en la mayoría de sociedades avanzadas el que sean propietarios de su vivienda, aunque esta sea de baja calidad.   

### Clase obrera
Aquella que tiene unos ingresos individuales anuales de alrededor de 25.000 dólares. El núcleo de esta clase trabajadora está formado por operadores de máquinas semi-calificados. Empleados y vendedores cuyas tareas son habituales y mecanizadas y no requieren prácticamente ninguna habilidad más allá de la alfabetización. Una breve capacitación en el trabajo también se puede considerar como parte de esta clase. Se estima que esta clase incluye aproximadamente un tercio de la población.

### Clase trabajadora-pobre
Aquella que tiene unos ingresos individuales anuales de menos de 20.000 dólares. La clase de trabajadores pobres incluye trabajadores no calificados, personas en trabajos de servicio y algunos de los trabajadores de fábrica con salarios más bajos. El ingreso se decide sobre la cantidad de trabajadores en la familia y la cantidad de semanas que trabajan. La mayoría de los adultos no han terminado la escuela secundaria. No se puede ahorrar dinero y, una vez jubilados, los trabajadores pobres dependen en gran medida de sus pensiones de la seguridad social para vivir.

### Clase baja
Aquella que tiene unos ingresos individuales anuales de alrededor de 13.000 dólares. Estas personas están subempleadas. Sufren de baja educación, baja empleabilidad y / o bajos ingresos. Algunos no pueden trabajar debido a su edad o pueden tener una discapacidad específica. Los tiempos difíciles pueden ampliarse porque pertenecen a un grupo minoritario que sufre discriminación en la fuerza de trabajo.
Aunque la jerarquía social es más obvia en los extremos, es mucho más difícil subir o bajar de ellos también. Las diferencias entre las clases comienzan a ser borrosas cuando se aleja de uno de los extremos y va hacia el centro, hacia donde están las clases media y trabajadora. Es difícil obtener una clasificación precisa en algunos casos.

## Leer más
- Gilbert, Dennis, and Joseph A. Kahal. American Class Structure. 4th ed. Belmont: Wadsworth Company, 1992. 1-355.
- Hurst, Charles E. Social Inequality. 6th ed. Boston: Pearson Education, Inc. 1-452.

- Datos: Q17090802